# علم سان بيار وميكلون

علم سان بيار وميكلون الذي يستخدم في المناسبات الرسمية

علم سان بيار وميكلون الذي يستخدم محليا

أعتمد هذا العلم رسميا في 15 حزيران - يونيو من سنة 1536 وعلم سان بيار وميكلون هو علم محلي ذو استخدام داخلي وليس للاستخدامات الخارجية والدولية في المناسبات الرسمية يستخدم العلم الفرنسي.